# Liste des partis politiques en Chine
 (mars 2012).
Si vous disposez d'ouvrages ou d'articles de référence ou si vous connaissez des sites web de qualité traitant du thème abordé ici, merci de compléter l'article en donnant les références utiles à sa vérifiabilité et en les liant à la section « Notes et références ».
La république populaire de Chine est officiellement un pays multipartiste. Elle est composée d'un parti majeur et de huit partis mineurs. Les huit partis mineurs sont sous la direction du Parti communiste chinois (PCC) ; on les appelle les partis démocratiques de Chine.

## Liste des partis

### Parti à la tête du pays depuis 1948
- Parti communiste chinois (PCC ou 中国共产党 en chinois) compte un peu plus de 90 millions de membres

### Partis associés
- Comité révolutionnaire du Kuomintang (中国国民党革命委员会)
- Ligue démocratique de Chine (中国国民主同盟)
- Association pour la construction démocratique de Chine (中国民主建国会)
- Association chinoise pour la promotion de la démocratie (中国民主促进会)
- Parti démocratique des ouvriers et des paysans de Chine (中国农工民主党)
- ZhiGongDang (en) ou Parti chinois pour l'intérêt national (中国致公党)
- Société de Jiusan (九三学社)
- Ligue de l'autonomie taïwanaise (台湾民主自治同盟)

### Parti interdit
Le Parti démocrate chinois est interdit en 1998.